# Košara
Košara (olaszul: Cossara) egy lakatlan sziget az Adriai-tengerben, Horvátországban, Pašman szigetének délnyugati partja mellett.

## Fekvése
Košara szigete 1,2 km-re található Pašman városától. Tőle 500 méterre északkeletre a Košarica-sziget (Maslinjak), 500 méterre keletre pedig a Žižanj-sziget található. A sziget területe 0,58 km². A partvonal hossza 4,08 km. A szigetecske 1,7 km hosszan húzódik északnyugat-délkeleti irányban, szélessége 450 méter. Legnagyobb magassága 82 m. A tenger mélysége Pašman felé 47 m, dél felé pedig körülbelül 70 m. A sziget déli oldalán világítótorony található. A sziget mellett halnevelő telep működik, mely a világhírű Kornati Nemzeti Park közelében található.

## Fordítás
Ez a szócikk részben vagy egészben  a   Košara című horvát Wikipédia-szócikk ezen változatának fordításán alapul.  Az eredeti cikk szerkesztőit annak laptörténete sorolja fel. Ez a jelzés csupán a megfogalmazás eredetét és a szerzői jogokat jelzi, nem szolgál a cikkben szereplő információk forrásmegjelöléseként.